# John Bostock
John Joseph Bostock (Camberwell, London, 1992. január 15. –) angol labdarúgó, támadó középpályás, jelenleg a Nottingham Forest kölcsönjátékosa.

## Pályafutása

### Crystal Palace
Bostock 2007. október 29-én, 15 évesen és 287 naposan debütált a bajnokságban a Crystal Palace-ban a Watford ellen a Selhurst Parkban. A mérkőzésen csereként lépett pályára és 20 percig játszott, ezzel ő lett a csapat legfiatalabb bemutatkozó játékosa. Ő lett a legfiatalabb játékos, aki kezdő volt egy Palace-mérkőzésen, mikor 2007. november 6-án, 15 évesen és 295 naposan pályára lépett a Cardiff City ellen a Ninian Parkban. 2007-től az angol U17-es válogatott játékosa, csapatkapitánya.

### Tottenham Hotspur
2008. május 30-án a Tottenham Hotspur a klub weboldalán bejelentette Bostock leigazolását, azonban a Crystal Palace később cáfolta a Bostockkal kapcsolatos híreket.
A Tottenham és a Crystal Palace nem tudott megegyezni a játékos árával kapcsolatban. Július 9-én az FA úgy döntött, hogy a Tottenham-nek 700 000 fontot kell fizetnie a Crystal Palace-nak Bostockért, de a játékos ára mérkőzések száma szerint tovább gyarapodhat. Ezen kívül további 200 000 fontot kaphat a Palace, ha Bostock fellép a felnőtt válogatottban, valamint 15%-ot, ha a Tottenham a szerződés lejárta előtt eladja a játékost.
Bostock a Tottenham-ben egy szezon előtti barátságos mérkőzésen debütált a spanyol Tavernes ellen. A mérkőzést 8–0-ra nyerték meg, Aaron Lennon gólját ő készítette elő.
2008. november 6-án játszotta első tétmérkőzését a csapatban az UEFA-kupa csoportkörében a horvát Dinamo Zagreb ellen. Csereként állt be David Bentley helyére a 79. percben, ezzel ő lett a legfiatalabb játékos, aki a Tottenhamben valaha játszott (16 éves és 295 napos volt). Bostock Ally Dick rekordját döntötte meg, aki 6 nappal idősebb volt Bostocknál az első tétmérkőzésén.

## Statisztika
(2008. november 6. szerint)
| Csapat            | Szezon   | Bajnokság | Bajnokság | Bajnokság | Kupa  | Kupa | Kupa  | UEFA  | UEFA | UEFA  | Egyéb | Egyéb | Egyéb | Összesen | Összesen | Összesen |
| Csapat            | Szezon   | Meccs     | Gól       | Passz     | Meccs | Gól  | Passz | Meccs | Gól  | Passz | Meccs | Gól   | Passz | Meccs    | Gól      | Passz    |
| ----------------- | -------- | --------- | --------- | --------- | ----- | ---- | ----- | ----- | ---- | ----- | ----- | ----- | ----- | -------- | -------- | -------- |
| Crystal Palace    | 2007–08  | 4         | 0         | 0         | 1     | 0    | 0     | -     | -    | -     | 0     | 0     | 0     | 5        | 0        | 0        |
| Tottenham Hotspur | 2008–09  | 0         | 0         | 0         | 0     | 0    | 0     | 1     | 0    | 0     | 0     | 0     | 0     | 1        | 0        | 0        |
| Összesen          | Összesen | 4         | 0         | 0         | 1     | 0    | 0     | 1     | 0    | 0     | 0     | 0     | 0     | 6        | 0        | 0        |

## Külső hivatkozások
- John Bostock pályafutásának statisztikái a Soccerbase oldalon (angolul)

- Profilja a cpfc.co.uk-n